# Syngaster variegata
Syngaster variegata är en stekelart som först beskrevs av Szepligeti 1902.  Syngaster variegata ingår i släktet Syngaster och familjen bracksteklar. Inga underarter finns listade i Catalogue of Life.